# Asociación de patinaje de Estados Unidos
La Asociación de patinaje de Estados Unidos (nombre oficial: The United States Figure Skating Association, nombre comercial: U.S. Figure Skating) es la institución rectora del patinaje artístico sobre hielo en dicho país. Es reconocida como tal por el Comité Olímpico de Estados Unidos y la Unión Internacional de Patinaje. Fue fundada en 1921 y es la responsable de gobernar el deporte, las reglas para las competiciones y su organización, además promueve el deporte en el país con el apoyo de los clubes de patinaje y atletas, realiza exhibiciones y eventos relacionados.

## Historia
Fue fundada en 1921 con el nombre de «Asociación de patinaje sobre hielo de Estados Unidos» y se convirtió en miembro de la Unión Internacional de Patinaje. Inicialmente estuvo compuesta por siete clubes miembros: el club de deportes de invierno Beaver, el club de patinaje de Boston, el club de patinaje de Chicago, el club de patinaje de Nueva York, el club de patinaje de Philadelphia, el club de Lake Placid y el club de patinaje de Minneapolis. Desde 1947 en adelante, las oficinas centrales de la asociación se ubicaban en la ciudad de Nueva York, donde se celebraba el congreso anual y reuniones del consejo. En el año 1949 las oficinas fueron transferidas a Chicago, estado de Illinois y en 1950 se reubicaron en Boston. Desde el año 1979 hasta la fecha, las oficinas generales de la asociación están ubicadas en Colorado Springs, estado de Colorado.
En 1959 las secciones de la costa del pacífico y del este del país expandieron el número de participantes en sus competiciones y se crearon campeonatos regionales. El nombre usado por la asociación para fines publicitarios fue USFSA y fue registrado como marca en 1972, desde el año 2003 la asociación usa un logo distintivo y la frase U.S. Figure Skating para ser representada en competiciones nacionales e internacionales.

## Estructura
La asociación está conformada por miembros de los clubes deportivos y oficiales elegidos por asociaciones regionales y nacionales. Hasta junio de 2011 la asociación contaba con aproximadamente 688 miembros y clubes afiliados. Cada club debe enviar un delegado a la reunión anual celebrada por el consejo. La asociación tiene un gobierno representativo, cada club tiene un delegado. Dichos delegados se reúnen cada año para revisar, corregir y ratificar las acciones tomadas por el consejo en el congreso general celebrado por la asociación. El grupo de directores está a cargo de la administración corporativa y asuntos relacionados de la asociación. Está compuesto de 16 miembros: el presidente, tres vicepresidentes, un secretario, el tesorero, cuatro coordinadores, dos entrenadores y cuatro atletas. El director ejecutivo está a cargo de las operaciones diarias, revisiones de las políticas, programas y metas de la asociación, desde 2005 David Raith cumple con estas responsabilidades. La Asociación de patinaje de Estados Unidos es una organización sin fines de lucro.

## Competiciones
Cada año la asociación organiza varias competiciones locales y eventos de exhibición, pero además también se dedica a organizar las competiciones regionales para clasificar a los patinadores y llevarlos al campeonato nacional. La asociación es la responsable de seleccionar a los atletas y jueces que representarán a los Estados Unidos en las competiciones internacionales como los campeonatos europeo, cuatro continentes y mundial, además de la serie del Grand Prix de la ISU y los Juegos Olímpicos, este grupo es llamado Team USA.